# Drymaplaneta heydeniana
Drymaplaneta heydeniana är en kackerlacksart som först beskrevs av Henri Saussure 1864.  Drymaplaneta heydeniana ingår i släktet Drymaplaneta och familjen storkackerlackor. Inga underarter finns listade i Catalogue of Life.